# NGC 6733
NGC 6733 (również PGC 62770) – galaktyka soczewkowata (SB0), znajdująca się w gwiazdozbiorze Pawia. Odkrył ją John Herschel 8 sierpnia 1834 roku.